# Deutschbaltischer Jugend- und Studentenring
Der Deutschbaltische Jugend- und Studentenring e.V. (kurz DbJuStR) ist ein deutscher Verein mit deutschbaltischen Wurzeln.

## Geschichte
Der Verein wurde im März 1949 von in Deutschland lebenden deutschbaltischen Jugendlichen und Studierenden gegründet. Er entstand durch den Zusammenschluss zweier knapp ein Jahr zuvor gegründeter Vereine, dem Deutschbaltischen Studentenring und dem Deutschbaltischen Jugendring.
Die Volksgruppe der Deutschbalten war 1939 durch eine Einigung Hitlers und Stalins im geheimen Zusatzprotokoll des Deutsch-Sowjetischen Grenz- und Freundschaftsvertrag aus dem Baltikum, wo sie seit Jahrhunderten existierte, nach Posen und Westpreußen zwangsumgesiedelt worden. Nach dem Ende des Zweiten Weltkrieges flohen die Deutschbalten größtenteils nach Deutschland, viele wanderten aber auch nach Kanada, Schweden und in einige andere Länder aus.
Aufgrund des großen Bedarfs nach Zusammenhalt gründeten zunächst die Jugendlichen 1949 den DbJuStR, und 1950 gründete sich schließlich die Deutsch-Baltische Landsmannschaft im Bundesgebiet e.V. als Gesamtverband der Deutschbalten. Neben dem Zusammenhalt spielte bei der Gründung beider Vereine vor allem auch der Wunsch nach Erhalt der baltischen Wertevorstellungen und Traditionen eine wichtige Rolle.

## Strukturen
Der Verein ist Mitglied der djo – Deutsche Jugend in Europa. Sitz des Vereins ist Darmstadt.